# Всё тип-топ, или Жизнь Зака и Коди
«Всё тип-топ, или Жизнь За́ка и Ко́ди» (англ. The Suite Life of Zack & Cody) — американский телесериал, ситком, состоящий из трёх сезонов. Сериал производился и принадлежал The Walt Disney Company
. В США сериал транслировался каналами Disney Channel и Disney XD.

## Сюжет
Зак и Коди Мартин (Дилан и Коул Спроус) — двенадцатилетние близнецы, живущие в шикарном отеле «Тип-топ», где поёт их мама Кэрри (Ким Родс). Они часто попадают в нелепые истории, выбираться из которых им приходится с помощью друзей — конфетчицы Мэдди (Эшли Тисдейл), дочери владельца отеля Лондон (Бренда Сонг), механика и сантехника Арвина (Брайан Степанек), коридорного Эстебана (Адриан Р’Манте), менеджера Мистера Мосби (Фил Льюис), швейцара Норманна (Энтони Акер), официанта Патрика (Патрик Бристоу), горничной Мюриэль (Эстель Харрис) и других.
Несмотря на внешнюю схожесть, характеры близнецов совершенно разные. 
Зак — оптимист и шутник, часто совершает необдуманные поступки, терпеть не может школу. Коди, напротив, чувствителен, «правильный», лучший ученик, иногда очень наивный.
Большая часть действия происходит в отеле, однако также фигурируют школа братьев и Мэдди с Лондон, другие общественные учреждения.

## В ролях
- Коди Мартин (англ. Cody Martin) (Коул Спроус) — спокойный и более умный близнец, который на десять минут младше чем Зак. Имеет подругу по имени Барбара. Коди пробыл неделю в Вашингтонской программе и математическом лагере. Слабее по характеру по сравнению со своим братом и, так или иначе, всегда соглашается со схемами Зака.
- Зак Мартин (англ. Zack Martin) (Дилан Спроус) — как правило, эгоистичный и неприлежный близнец. Он родился в 6:30, а Коди в 6:40, и это обстоятельство он использует против Коди, обычно говоря ему, что так как он старше, то брат должен сделать работу, которую он не хочет делать. Иногда, в некоторых случаях, даёт ему «братский» совет. Влюблён в Мэдди.
- Лондон Лея Типтоп (англ. London Leah Tipton) (Бренда Сонг) — единственная дочь Уилфреда Типтопа, владельца отеля «Типтоп». Лондон — богатая девушка со своим собственным частным номером в отеле. Любит моду и носит только одежду, сшитую известными дизайнерами и ненавидит клетку. Она не любит своих мачех и обычно говорит с Мэдди и мистером Мосби о своих проблемах. У неё также есть своё собственное веб-шоу, которое называется «Ай, да я! Лондон Типтоп в главной роли», которое существует и в пределах программы, и в реальном мире. Хотя кажется, что у Лондон всегда была сказочная жизнь, но её детство не было прекрасным. Её имя является аллюзией на Пэрис Хилтон, тоже наследницу отельного бизнеса (англ. Paris — Париж).
- Мэделин Маргарет Женевьева Миранда Кэтрин «Мэдди» Фицпатрик (англ. Madeline Margaret Genevieve Miranda Catherine "Maddie" Fitzpatrick) (Эшли Тисдэйл) — продавщица сладостей в отеле Типтоп, которая также была кассиром в «Ведре Кудахтанья», воспитателем в дневном детском лагере «Типтоп» и адвокатом для программы летнего лагеря её школы — «Рай на Земле». Происходит из семьи низшего класса, очень трудолюбива, откровенна и умна. Мэдди учится в частной школе в «Вечной печали» и позже посещает «Чиверс Хай». Мэдди — самая близкая подруга Лондон, хотя Лондон часто рассматривает её, как слугу, обычно подкупая её деньгами. Мэдди также няньчила Зака и Коди в течение первого сезона. В неё влюблён Зак. Мэдди — убеждённая сторонница экологии.
- Мистер Мэрион Мосби (англ. Mr. Marion Moseby) (Филл Льюис) — мэнэджер отеля Типтоп. Хотя он поступает так, что кажется, как будто он не любит Зака и Коди, на самом деле он обладает огромной привязанностью к ним. Мистер Мосби начал свою карьеру в Типтопе в качестве посыльного ещё в 1970-х годах. Мистер Мосби Лондон, как отец больше, чем её родной отец. Он учил её ходить, говорить и даже пытался научить её водить машину. У мистера Мосби есть сестра и старший брат, Спенсер, который очень богат и страдает непереносимостью лактозы, а также шестнадцатилетняя племянница, Ния, со стороны сестры, которая работает конфетчицей и заменяет Мэдди в течение третьего сезона, пока та находится в Антарктиде. Мистер Мосби также хорошо танцует и играет в гольф.
- Кэри Мартин (англ. Carey Martin) (Ким Роудс) — мать-одиночка Зака и Коди. Работает певицей в отеле Типтоп. Кэри со своими сыновьями побывала в нескольких городах и отелях, где их выселяли до прибытия в бостонский Типтоп. Кэри была замужем за Куртом Мартином, но они развелись после того, как родились близнецы. Когда Зак и Коди спорят, она рассказывает им про своих бывших парней.
- Арвин Хокаузер (англ. Arwin Hawkhauser) (Брайан Степанек) — отельный инженер-сантехник и горе-изобретатель. Все его изобретения ненадёжные и с побочными эффектами, например: клей взрывается, реактивные ролики не остановить и т. д. По уши влюблён в Кэри.
- Эстебан Хулио Рикардо Монтойя де ля Росса Рамирес (англ. Esteban Hulio Ricardo Montoya de la Rossa Ramirez) (Адриан Р’Манте) — главный посыльный Типтона. У Эстебана есть домашняя курица с синими ногами, которую зовут Дадли. В его стране всё время случаются перевороты. Сегодня он может быть правителем, а завтра бедняком.
- Патрик (англ. Patrick) (Патрик Бристоу) — метрдотель ресторана Типтона, один из самых саркастичных героев шоу. Презрительно относится ко всем, особенно к Заку и Коди. Любит кокосовые жвачки и не любит Мэдди, потому что она не продаёт ему их.
- Тревор (англ. Trevor) (Зак Эфрон) — участник олимпиады, парень Мэдди.

## Список эпизодов
| Сезон   | Эпизоды | Первая дата    | Последняя дата  |
| ------- | ------- | -------------- | --------------- |
| Сезон 1 | 26      | 18 марта 2005  | 27 января 2006  |
| Сезон 2 | 39      | 3 февраля 2006 | 2 июня 2007     |
| Сезон 3 | 22      | 23 июня 2007   | 1 сентября 2008 |

## Продолжение
Сериал имеет продолжение под названием «Всё тип-топ, или Жизнь на борту», транслировавшееся с 19 сентября 2008 года по 6 мая 2011 года. Продолжение рассказывает о жизни Зака и Коди на борту лайнера SS Tipton, путешествующего по миру.
В продолжении сериала три сезона. В США и других странах сериал также транслировался каналами Disney Channel и Disney XD.
Кроме того, в 2011 году был выпущен полнометражный фильм «Зак и Коди: Всё тип-топ».